# Minotaur (fusée)
Pour les articles homonymes, voir Minotaur.
Les fusées Minotaur sont une famille de lanceurs américains légers, développée par la société Orbital Sciences pour répondre à la demande de l'Armée de l'air américaine qui souhaitait réutiliser des missiles balistiques retirés du service. Pour répondre à ce besoin, Orbital a combiné des étages inférieurs en provenance des missiles avec des étages supérieurs issus de lanceurs déjà commercialisés. Ces fusées sont utilisées pour effectuer des tests du bouclier anti-missile américain (vols suborbitaux) et pour placer en orbite basse des petits satellites militaires.
Tous les étages de ces lanceurs utilisent une propulsion à propergol solide. Une première famille, les Minotaur I et II, basée sur le missile balistique Minuteman, effectue son premier vol en 2000. Ce lanceur, tiré à 10 reprises (vols orbitaux) sans aucun échec, peut placer une charge utile de 550 kg en orbite basse. À la fin des années 1990, l'Armée de l'air demande à la société Orbital d'effectuer la même opération de conversion sur le missile balistique Peacekeeper, donnant naissance aux Minotaur III et IV, dont le premier vol a eu lieu en 2010. Ce lanceur beaucoup plus puissant permet de placer 1 735 kg en orbite basse. Des versions encore plus puissantes sont en cours de développement : le Minotaur V, développé pour répondre aux besoins de la NASA et qui a effectué son premier vol en septembre 2013, est utilisé pour placer des charges utiles sur des orbites nécessitant une grande vitesse orbitale ; la version Minotaur 6 à l'étude permettra de lancer des satellites beaucoup plus lourds (2,5 tonnes en orbite héliosynchrone).

## Les lanceurs réalisés à partir du missileMinuteman

### Contexte
Dans les années 1990, à la suite de la signature du Traité de réduction des armes stratégiques START, les États-Unis retirent progressivement du service leurs 450 missiles balistiques intercontinentaux Minuteman II. Ces missiles, qui utilisent pour leur propulsion du propergol solide, disposent d'un potentiel intact, et l'Armée de l'air américaine décide de convertir certains d'entre eux en lanceurs pour placer en orbite basse ses petits satellites et tester l'efficacité de son bouclier anti-missile par le biais de vols suborbitaux, simulant des missiles balistiques. Elle crée le programme OSP (Orbital/Suborbital Program) et confie à la société Orbital Sciences, déjà leader sur le marché américain des petits lanceurs avec les fusées Pegasus et Taurus, la transformation du missile en lanceur.

### La version Minotaur I
La configuration retenue par Orbital, baptisée Minotaur (rebaptisée Minautor I à l'apparition de nouvelles versions), utilise les deux premiers étages du missile Minuteman, surmontés de deux petits étages à propergol solide, Orion 50XL et Orion 38, issus des deuxième et troisième étages de sa fusée Pegasus. La coiffe est également celle du Pegasus. La fusée Minotaur permet des lancements multiples et dispose en option d'un mini étage solidaire de la charge utile, baptisé HAPS, utilisant de l'hydrazine et permettant d'améliorer la précision de l'orbite finale. Le lanceur résultant est haut de 19 mètres pour un diamètre maximal de 1,68 mètre et a une masse totale de 36,15 tonnes. Le lanceur Minotaur I est capable de placer un satellite de 580 kg en orbite basse (185 km, avec 28,5 degrés d'inclinaison) et 336 kg sur une orbite héliosynchrone.
Le premier vol a eu lieu le 27 janvier 2000 avec succès. Depuis cette date, 10 tirs orbitaux de cette version ont eu lieu (actualisé en aout 2013) et ont placé avec succès des petits satellites militaires. Un tir civil a eu lieu pour placer les petits satellites de recherche FORMOSAT-3 développés dans le cadre du programme spatial de Taïwan. Compte tenu de son origine militaire et du type d'ergol utilisé, le lanceur n'a besoin que d'une installation de lancement simple et peut être tiré depuis la plupart des bases civiles ou militaires. Par défaut, le lanceur est tiré depuis la base de lancement de Vandenberg en Californie, consacrée à la mise en orbite polaire de satellites militaires. Les bases de lancement Mid-Atlantic Regional Spaceport (MARS) dans les Wallops Island et du Kodiak en Alaska ont également été utilisées.
| Caractéristique                     | 1er étage                    | 2e étage          | 3e étage        | 4e étage      |
| ----------------------------------- | ---------------------------- | ----------------- | --------------- | ------------- |
| Désignation                         | Minuteman II M55A1           | Minuteman II SR19 | Orion 50XL      | Orion 38      |
| Dimensions (longueur × diamètre)    | 7,35 × 1,66 m                | 5,21 × 1,32 m     | 2,19 m × 1,27 m | 1,34 × 1,27 m |
| Masse (dont carburant)              | 23,1 t (20,8 t)              | 7,0 t (6,3 t)     | 4,3 t (3,9 t)   | 1,2 t (0,8 t) |
| Poussée maximale (dans le vide)     | 792 kN (au niveau de la mer) | 272 kN            | 161 kN          | 32 kN         |
| Impulsion spécifique (dans le vide) | 278 s (au niveau de la mer)  | 297 s             | 291 s           | 228 s         |
| Durée de fonctionnement             | 61 s                         | 67 s              | 69,7 s          | 67,7 s        |
| Type propergol solide               | TP-H1011                     | ANB-3066          | PBHT            | PBHT          |

### La version Minotaur II
Le Minotaur II est une version à trois étages ne permettant que des vols suborbitaux qui a été développée pour servir de cible dans le cadre de tests du système de défense anti-missile américain. Elle permet d'emporter une charge utile de 441 kg. Cette version a été tirée à 9 reprises (aout 2022) avec un seul échec.

## Les lanceurs réalisés à partir du missilePeacekeeper
En 2003, l’Armée de l'air américaine décide de réitérer l'opération de conversion en l'appliquant au missile intercontinental Peacekeeper. Le Peacekeeper est un missile intercontinental lourd (97 tonnes soit trois fois le Minuteman) déployé à 50 exemplaires à partir de 1986. Il est comme le Minuteman retiré du service à la suite de la signature des accords START II : le dernier missile quitte le service opérationnel en 2005. L'Armée de l'air met en place le programme OSP-2 et choisit à nouveau la société Orbital pour le convertir en lanceur.

### La version Minotaur IV
Le nouveau lanceur, baptisé Minotaur IV, a, du fait de la taille du missile dont il dérive, une capacité plus importante que le Minotaur I : il peut placer 1 735 kg en orbite basse (200 km). Minotaur IV est composé des trois premiers étages du missile Peacekeeper surmonté d'un étage à propergol solide Orion 38 utilisé sur d'autres lanceurs. La coiffe est également celle du lanceur Taurus. Le lanceur haut de 24,9 mètres pour un diamètre maximum de 2,34 mètres a une masse totale de 88,7 tonnes. Le lanceur Minotaur IV est capable de placer un satellite de 1 735 kg en orbite basse (185 km, avec 28,5 degrés d'inclinaison). Le premier lancement d'un satellite a lieu le 26 septembre 2010 et deux autres tirs réussis ont eu lieu depuis (situation à août 2013). Une version Minotaur IV+ utilisant un quatrième étage de type Star 48BV permettant de placer 1 950 kg en orbite basse a été tirée pour la première fois le 27 septembre 2011. La version IV Lite est utilisée pour les vols suborbitaux et ne comporte pas de quatrième étage. Elle a été tirée à deux reprises (aout 2013).
| Caractéristique                     | 1er étage                     | 2e étage          | 3e étage          | 4e étage      |
| Désignation                         | Peacekeeper SR118             | Peacekeeper SR119 | Peacekeeper SR120 | Orion 38      |
| ----------------------------------- | ----------------------------- | ----------------- | ----------------- | ------------- |
| Dimension (longueur × diamètre)     | 10 × 2,34 m                   | 5,2 × 2,34 m      | 1,8 m × 2,34 m    | 1,6 × 2,34 m  |
| Masse (dont carburant)              | 50 t (45,7 t)                 | 27,7 t (24,5 t)   | 7,7 t (7,1 t)     | 1,2 t (0,8 t) |
| Poussée maximale (dans le vide)     | 2129 kN (au niveau de la mer) | 1223 kN           | 298 kN            | 32 kN         |
| Impulsion spécifique (dans le vide) | 249 s (au niveau de la mer)   | 308 s             | 300 s             | 289 s         |
| Durée de fonctionnement             | 56,5 s                        | 60,7 s            | 72 s              | 67,7 s        |
| Type propergol solide               | PBHT                          | PBHT              | NEPE (en)         | PBHT          |

### La version Minotaur III
Une version dépourvue de quatrième étage, baptisé Minotaur III, est commercialisée pour les vols suborbitaux. Aucun tir de cette version n'a eu lieu en date de 2022.

### La version Minotaur V
La version Minotaur V a été développée par la société Orbital à la demande de la NASA pour lancer sa petite sonde spatiale lunaire LADEE car il n'existait pas à l'époque de lanceur adapté au besoin de l'agence spatiale. Cette version a été obtenue par ajout d'un cinquième étage au lanceur Minotaur IV. Il s'agit d'un étage à propergol solide de type Star 37FM (en) ayant déjà volé sur des satellites commerciaux comme moteur d'apogée. L'étage est stabilisé par rotation mais Orbital propose également le Star 37FMV disposant d'un contrôle d'attitude permettant une stabilisation 3 axes. La Minotaur V peut placer 678 kg sur une orbite de transfert géostationnaire (GTO) ou 465 kg sur une orbite interplanétaire. Cette version a été mise au point et lancée pour un cout de 55 M US$. Le premier vol de la Minotaur V a eu lieu le 7 septembre 2013 avec la mise en orbite de la sonde spatiale lunaire LADEE.

### La version Minotaur 6
Orbital propose une version nettement plus puissante de la Minotaur III qui comporte deux premiers étages Peacekeeper SR118 superposés au lieu d'un seul SR118. Dans cette configuration le lanceur a la capacité de placer 2 600 kg en orbite héliosynchrone. Cette version n'a encore pas volé en 2022.

## Historique des lancements

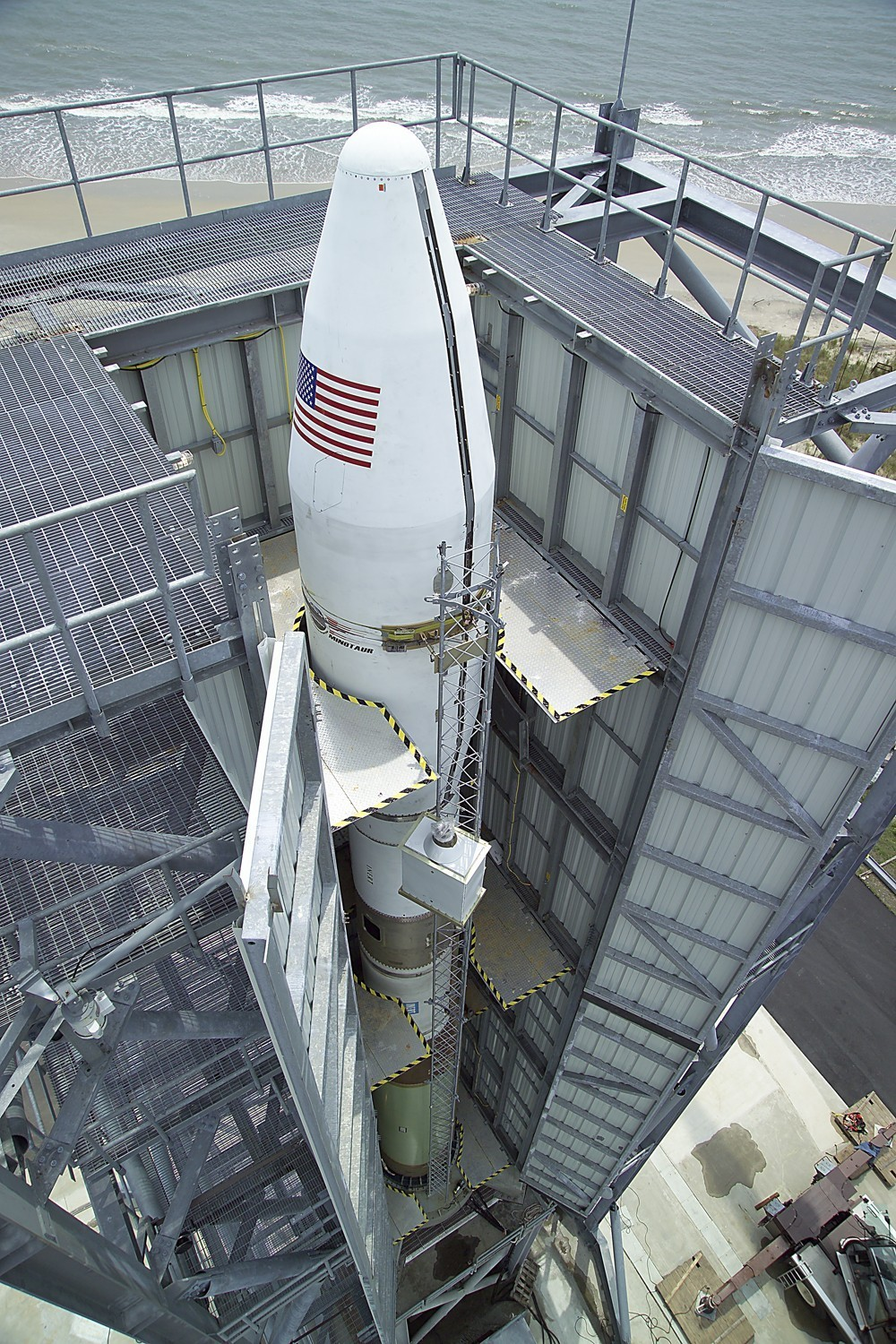
Préparatifs de lancement d'un Minotaur I
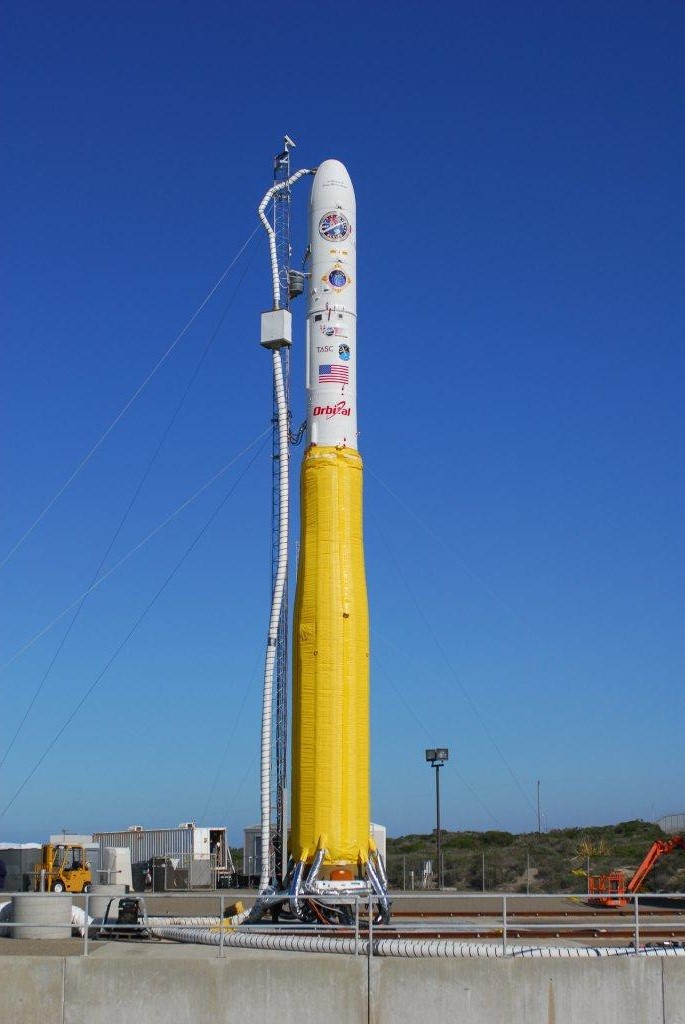
Minotaur I sur sa rampe de lancement
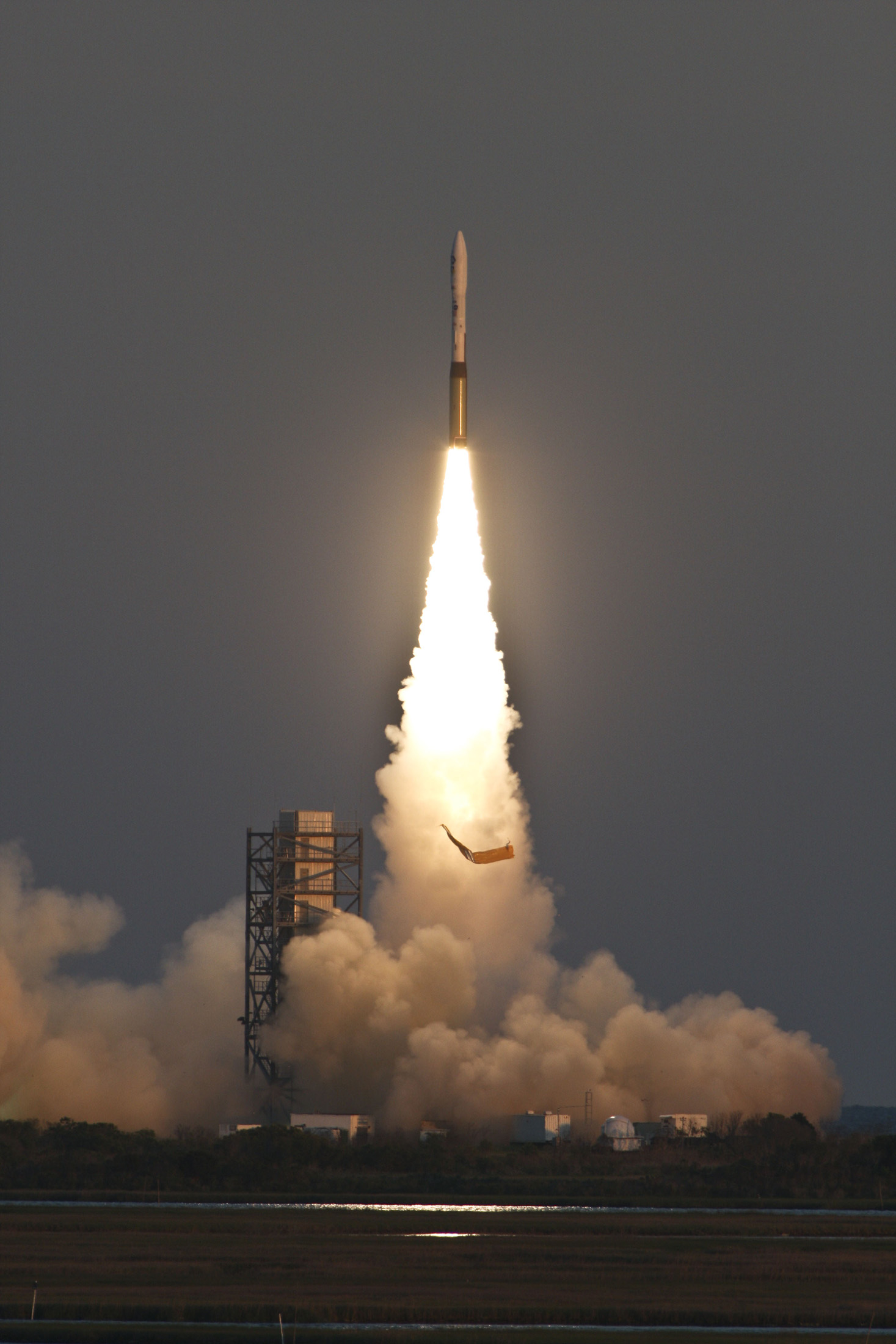
Lancement Minotaur I
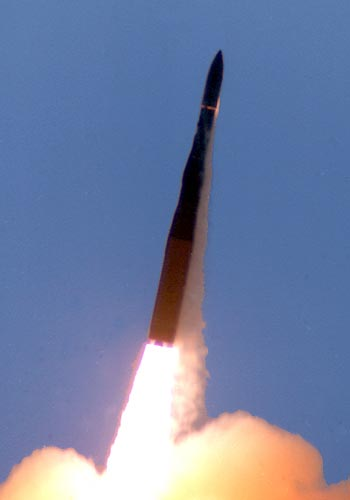
Lancement Minotaur II
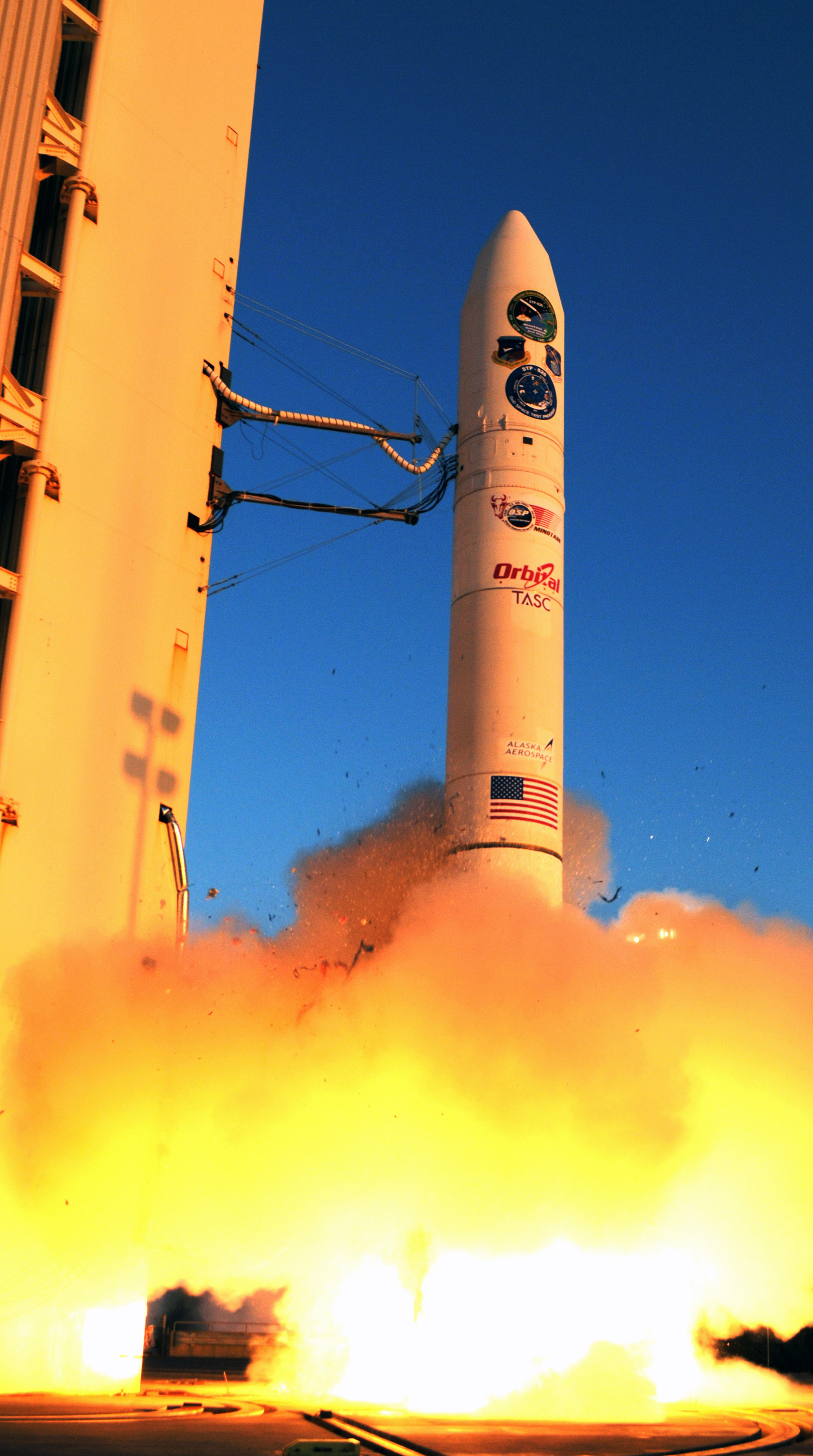
Décollage d'une Minotaur IV
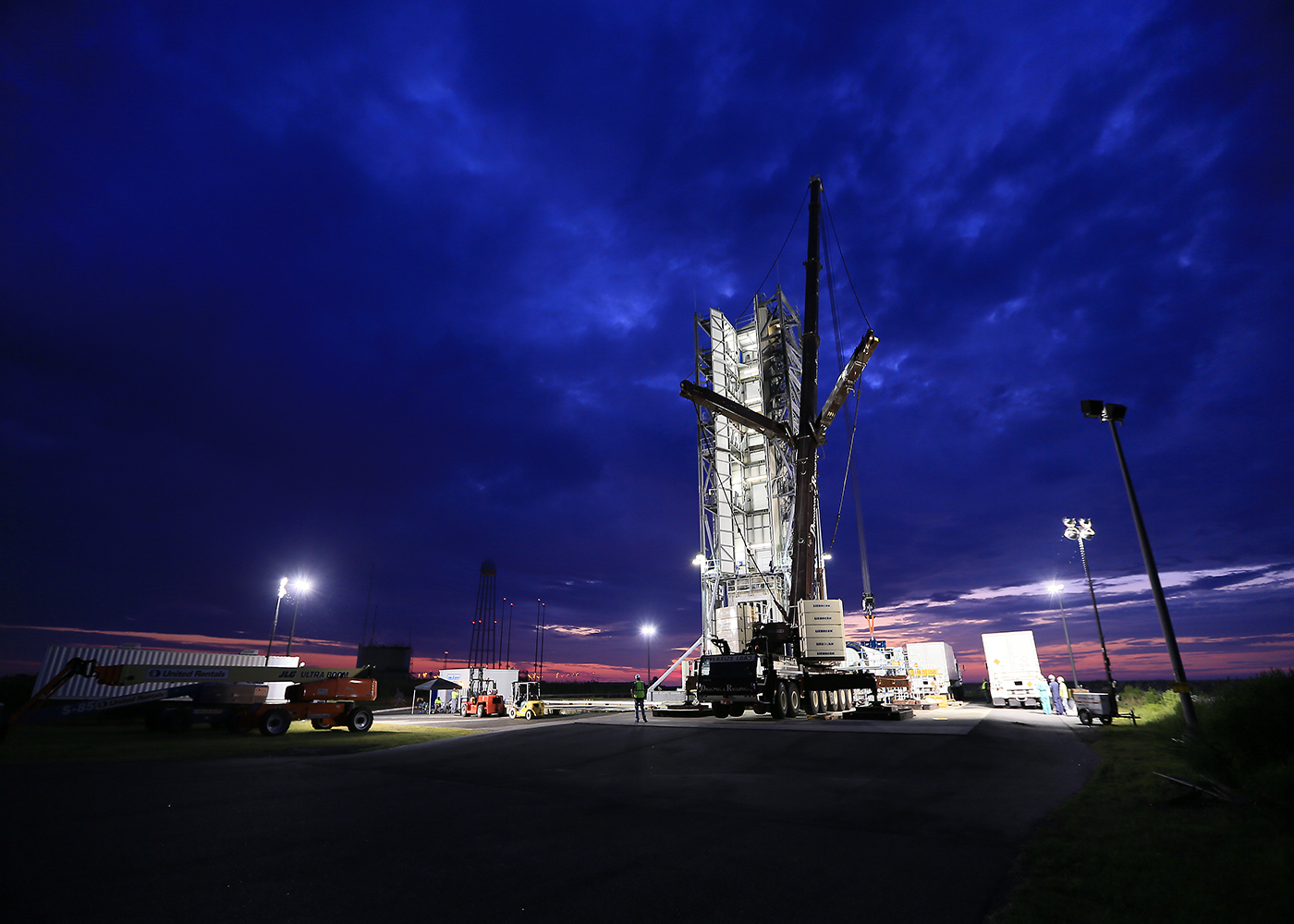
Assemblage du lanceur Minotaur V
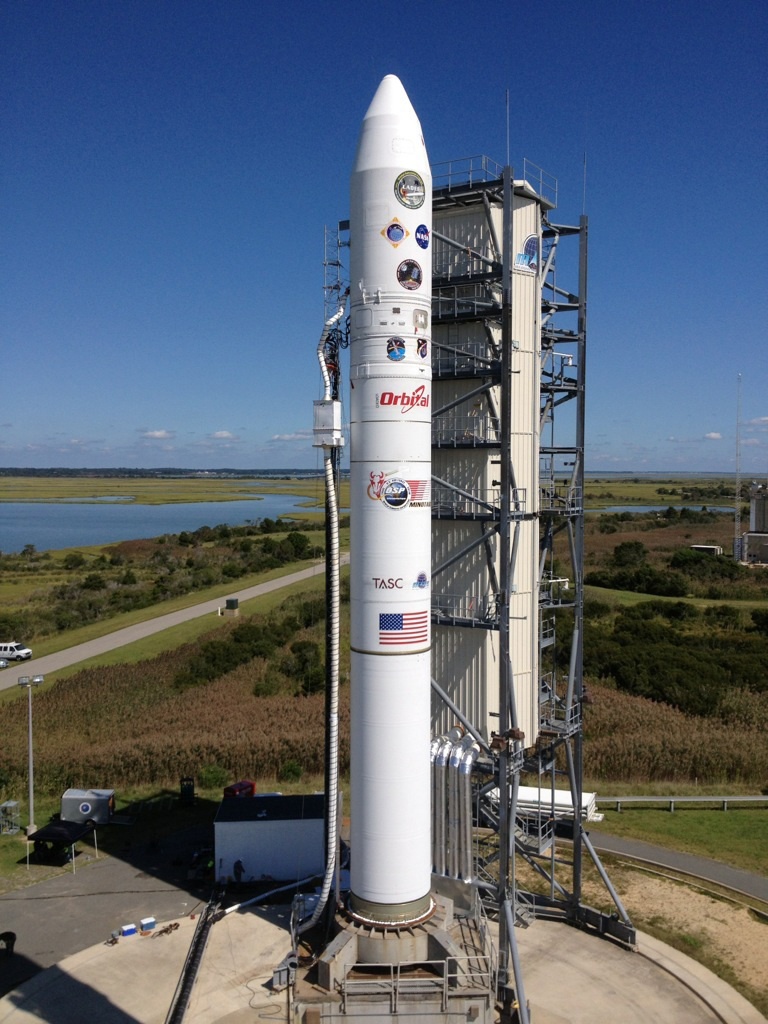
Minotaur V en cours de préparation pour le lancement de la sonde lunaire LADEE

| Date (UTC)              | Type             | Base de lancement       | Charge utile                                                                                        | Type de charge utile                                                      | Charge utile en kg (brut)                         | Orbite                  | Remarques                                 |  |
| ----------------------- | ---------------- | ----------------------- | --------------------------------------------------------------------------------------------------- | ------------------------------------------------------------------------- | ------------------------------------------------- | ----------------------- | ----------------------------------------- |  |
| 27 janvier 2000         | Minotaur I       | SLC-8, Vandenberg       | JAWSAT (en), FalconSat 1 (en), ASUSat, OCSE, OPAL, MEMS 1A, MEMS 1B, STENSAT, MASAT, Thelma, Louise | 11 satellites de validation technologique                                 | >220,2 kg                                         | ?                       | Succès                                    |  |
| 28 mai 2000             | Minotaur II      | LF-06, Vandenberg       | TLV-Demo                                                                                            | Test                                                                      | ?                                                 | Vol suborbital          | Succès                                    |  |
| 19 juillet 2000         | Minotaur I       | SLC-8, Vandenberg       | Mightysat-2, MEMS 2A, MEMS 2B                                                                       | 3 satellites de validation technologique                                  | 130,4 kg                                          | ?                       | Succès                                    |  |
| 4 décembre 2001         | Minotaur II      | LF-06, Vandenberg       | IFT-7 Target                                                                                        | Test missile anti-missile                                                 | ?                                                 | Vol suborbital          | Succès                                    |  |
| 16 mars 2002            | Minotaur II      | LF-06, Vandenberg       | IFT-8 Target                                                                                        | Test pour missile anti-missile                                            | ?                                                 | Vol suborbital          | Succès                                    |  |
| 15 octobre 2002         | Minotaur II      | LF-06, Vandenberg       | IFT-9 Target                                                                                        | Test pour missile anti-missile                                            | ?                                                 | Vol suborbital          | Succès                                    |  |
| 11 décembre 2002        | Minotaur II      | LF-06, Vandenberg       | IFT-10 Target                                                                                       | Test pour missile anti-missile                                            | ?                                                 | Vol suborbital          | Succès                                    |  |
| 11 avril 2005           | Minotaur I       | SLC-8, Vandenberg       | XSS 11                                                                                              | Satellite de validation technologique                                     | 100 kg                                            | ?                       | Succès                                    |  |
| 23 septembre 2005       | Minotaur I       | SLC-8, Vandenberg       | Streak                                                                                              | Satellites de validation technologique                                    | 417 kg                                            | ?                       | Succès                                    |  |
| 15 avril 2006           | Minotaur I       | SLC-8, Vandenberg       | FORMOSAT-3, LCT2                                                                                    | Constellation de 6 satellites d'observation                               | >420 kg                                           | ?                       | Succès                                    |  |
| 16 décembre 2006        | Minotaur I       | LC-0B, Wallops Islands  | Tacsat 2, GeneSat 1                                                                                 | Satellites de validation technologique, CubeSat                           | 374 kg                                            | ?                       | Succès                                    |  |
| 21 mars 2007            | Minotaur II      | LF-06, Vandenberg       | SBX Target                                                                                          | Test des défenses radar                                                   | ?                                                 | Vol suborbital          | Succès                                    |  |
| 14 avril 2007           | Minotaur I       | LC-0B, Wallops Islands  | NFIRE                                                                                               | Satellites de validation technologique du programme d'armes anti-missiles | 494 kg                                            | ?                       | Succès                                    |  |
| 23 août 2007            | Minotaur II+     | LF-06, Vandenberg       | NFIRE Target                                                                                        | Test des défenses radar                                                   | ?                                                 | Vol suborbital          | Succès                                    |  |
| 23 septembre 2008       | Minotaur II+     | LF-06, Vandenberg       | NFIRE Target                                                                                        | Test des défenses radar                                                   | ?                                                 | Vol suborbital          | Succès                                    |  |
| 19 mai 2009             | Minotaur I       | Wallops Islands LC-0B   | Tacsat 3, GeneSat 2, PharmaSat-1, HawkSat I, Polysat-CP6 (en)                                       | Satellites de validation technologique, CubeSats                          | ?                                                 | Orbite basse            | Succès                                    |  |
| 22 avril 2010 23:00     | Minotaur IV-Lite | Vandenberg SLC-8        | HTV-2                                                                                               | Test d'engin volant à une vitesse hypersonique (Mach 19)                  | ?                                                 | Vol suborbital          | Succès                                    |  |
| 26 septembre 2010 04:41 | Minotaur IV      | Vandenberg SLC-8        | SSBS                                                                                                | Surveillance spatiale                                                     | 1 031 kg                                          | Orbite héliosynchrone   | Succès                                    |  |
| 20 novembre 2010 01:25  | Minotaur IV HAPS | Kodiak LP-1             | STPSat 2, FASTSAT, FASTRAC-A, FASTRAC-B, FalconSat 5, O/OREOS, RAX (en), NanoSail-D2                | Satellites de validation technologique                                    | 180 kg, 140 kg, 15 kg, 15 kg, ?, 5 kg, 3 kg, 4 kg | Orbite basse            | Succès                                    |  |
| 6 février 2011 12:26    | Minotaur I       | Vandenberg SLC-8        | NROL-66                                                                                             | Satellite militaire                                                       | ?                                                 | Orbite héliosynchrone   | Succès                                    |  |
| 30 juin 2011            | Minotaur I       | Wallops Islands LC-0B   | ORS 1 (en) (USA 211)                                                                                | Satellite de reconnaissance                                               | ?                                                 | Orbite basse            | Succès                                    |  |
| 11 aout 2011            | Minotaur IV+     | Vandenberg SLC-8        | HTV-2b                                                                                              | Test d'un engin hypersonique (Mach 19)                                    | ?                                                 | Vol suborbital          | Succès                                    |  |
| 27 septembre 2011       | Minotaur IV      | Kodiak LP-1             | TacSat 4                                                                                            | Satellite de validation technologique                                     | 460 kg                                            | Orbite haute elliptique | Succès                                    |  |
| 7 septembre 2013        | Minotaur V       | Wallops Flight Facility | LADEE                                                                                               | Orbiteur lunaire                                                          | 383 kg                                            | Orbite terrestre haute  | Succès Premier lancement d'une Minotaur-V |  |
| 20 novembre 2013        | Minotaur I       | Wallops Islands LC-0B   | ORS 3, STPSat 3 + 27 nanosatellites                                                                 | Démonstrateurs militaires, satellites d'étudiants                         | 400 kg                                            | Orbite basse            | Succès                                    |  |
| 26 août 2017            | Minotaur IV      | CCAFS SLC-46 (en)       | ORS 5 + 3 CubeSat                                                                                   | Satellite militaire                                                       | 113 kg                                            | Orbite basse            | Succès                                    |  |
| 15 juillet 2020         | Minotaur IV      | Wallops Islands LC-0B   | NROL-129                                                                                            | Satellite militaire                                                       | ?                                                 | Orbite basse            | Succès                                    |  |
| 15 juin 2021            | Minotaur I       | Wallops Islands LC-0B   | NROL-111 (USA 316 à USA 318)                                                                        | Satellite militaire                                                       | ?                                                 | Orbite basse            | Succès                                    |  |
| 7 juillet 2022          | Minotaur II+     | Vandenberg TP-01        | Mk21A                                                                                               | Vaisseau expérimental                                                     | ?                                                 | Vol suborbital          | Échec                                     |  |
| Lancements planifiés    |                  |                         | |                                                                           |                                                   |                         |                                           |  |
| 2023                    | Minotaur IV      | Vandenberg SLC-8        | NROL-174                                                                                            | Satellite militaire                                                       |                                                   | Orbite basse            | Prévu                                     |  |
| 2023                    | à définir        | Vandenberg SLC-8        | satellite de la U.S. Space Force                                                                    | ?                                                                         | ?                                                 | ?                       | Prévu                                     |  |
|                         | Minotaur IV Lite | Vandenberg SLC-8        | CSM                                                                                                 |                                                                           |                                                   | Vol suborbital          | Prévu                                     |  |
|                         | Minotaur IV      | Vandenberg SLC-8        | TacSat-5                                                                                            | ?                                                                         | ?                                                 | Orbite basse            | éventuellement lancé par un Minotaur I    |  |